# Martin Gady
Pas d'image ? Cliquez ici

a Compétitions nationales et continentales officielles uniquement.

Dernière mise à jour le 20 octobre 2012.
Martin Gady, né le 13 octobre 1981 à Périgueux, est un joueur français de rugby à XV qui évolue au poste de pilier.

## Biographie
À l'intersaison 2013, Martin Gady quitte le rugby professionnel et s'engage en Fédérale avec le CA Ribérac. En 2018, le CA Périgueux, champion de France en titre de Fédérale 3, Martin Gady et David Fournier sont associés au fonctionnement de l’équipe seniors avec Tom Smith, puis assisté de Tedo Zibzibadze coach des arrières. En 2019, Martin Gady et Tom Smith sont évincés du club.

## Carrière
- 2002 - 2003 : Section paloise
- 2003 - 2011 : SC Albi
- 2011 - 2013 : US Carcassonne
- 2013 - 2015 : CA Ribérac

## Palmarès

### En club
- Championnat de France de 2e division :
  - Vice-champion : 2006, 2009.
- Championnat de France Reichel :
  - Champion : 2000, 2001[réf. nécessaire].
- Championnat de France Taddei des moins de 19 ans :
  - Champion : 2000 avec la sélection du Béarn[réf. nécessaire].
- Championnat de France universitaire :
  - Champion : 2001, 2002 avec l'Université de Pau et des Pays de l'Adour[réf. nécessaire].
- Champion d'Europe de la Coupe d'Europe universitaire :
  - Champion : 2002[réf. nécessaire].

### En équipe nationale
- Équipe de France universitaire
  - 2003 : Grand chelem du tournoi universitaire[réf. nécessaire].